# Некрасовка (станция метро)
«Некра́совка» — станция Московского метрополитена, открытая 3 июня 2019 года. Является восточной конечной Некрасовской линии. Расположена в одноимённом районе (ЮВАО), по которому получила название. По конструкции — колонная двухпролётная станция мелкого заложения с одной островной платформой. Является самой восточной станцией метро и скоростного городского транспорта Москвы.

## Строительство
В ноябре 2012 года установлены ограждающие конструкции стройплощадки, подведено электричество. 26 февраля 2013 года буровая машина забурила ствол первой сваи в основание «стены в грунте» будущей станции. Это событие можно расценивать как начало реального строительства Некрасовской линии в целом.
15 февраля 2014 года заместитель мэра Москвы по вопросам градостроительной политики и строительства Марат Хуснуллин объявил о том, что весной 2014 года начнётся проходка тоннелей со стороны станции «Косино-Ухтомская» сразу двумя тоннелепроходческими щитами.
29 мая 2014 года мэр Москвы Сергей Собянин дал старт проходке тоннелей между станциями «Косино-Ухтомская» и «Некрасовка». Строительство перегонных тоннелей началось с помощью двух тоннелепроходческих механизированных комплексов (ТПМК), которые получили имена «Светлана» и «Ольга». К апрелю 2015 года строительство обоих тоннелей между станциями было завершено, в то же время продолжалась разработка котлованов этих станций.
В июне 2016 года начато сооружение вестибюлей станции.
По состоянию на сентябрь 2017 года на станции закончен монтаж освещения, установлены эскалаторы; идут архитектурно-отделочные работы, в том числе отделка колонн и потолка. Заканчивается строительство северо-западного вестибюля.
По состоянию на декабрь 2017 года на станции уложен гранит, смонтированы эскалаторы, идёт строительство кассовых павильонов, заканчивается монтаж металлокерамических панелей.
К середине марта 2018 года завершается архитектурная отделка станции, работы выполнены на 90 %. Платформа готова полностью, ведется отделка вестибюлей.
К концу июня 2018 года на станции выполнена отделка и установлены эскалаторы. 31 августа 2018 года проведён технический пуск участка «Косино» — «Некрасовка».
| - Строительство станции «Некрасовка» (июнь 2016 года) |

### Перенос сроков
Станцию изначально планировалось открыть в 2015 или 2016 году. Затем был озвучен срок 2017 год.
В конце марта 2018 года заместитель мэра Москвы по вопросам градостроительной политики и строительства Марат Хуснуллин сообщил, что участок «Косино» — «Некрасовка» планируется запустить к концу лета 2018 года, хотя ранее утверждал, что техническая возможность для такого пуска отсутствует, и линия будет запущена полностью в 2019 году.
31 августа 2018 года мэр Москвы Сергей Собянин, проводя тестовый пуск участка из 4 станций, сказал, что запуск линии для пассажиров ожидается в конце 2018 года. В декабре 2018 года Марат Хуснуллин сообщил, что участок «Косино» — «Некрасовка» в марте—апреле 2019 года «точно поедет». Однако в феврале он уже начал говорить про конец мая—начало июня. В конечном итоге, открытие станции состоялось 3 июня 2019 года.

## Расположение и вестибюли
Станция находится на территории Люберецких Полей вблизи посёлка Руднёво, в центре района Некрасовка. Располагается параллельно Покровской улице, у её пересечения с проспектом Защитников Москвы, местоположение станции по дуге огибает Рождественская улица.
Станция имеет два подземных вестибюля: выход из северо-западного осуществляется в подземный переход на пересечении проспекта Защитников Москвы и Покровской улицы (открыт для пешеходов ещё в 2015 году), выход из юго-восточного — на пересечении Покровской и Рождественской улиц. Оформление вестибюлей содержит отсылки к ночному небу. Реечный подвесной потолок включает встроенный точечные светильники, вблизи кассового зала он сменяется на выполненный из металлических панелей со встроенными между ними линейными светильниками. Пол вестибюлей покрыт светло-серым и тёмным гранитом.
На базе станции будет организован транспортно-пересадочный узел «Некрасовка» площадью 56,8 тысяч м², в состав которого войдут многофункциональные физкультурно-спортивный и торгово-развлекательный комплексы, а также кинотеатр. Рядом с ТПУ будет обустроен парк площадью 5 га. Ввод в эксплуатацию капитальных объектов узла запланирован на 2022 год.

## Архитектура и оформление
Колонная двухпролётная станция мелкого заложения с одной островной платформой.

Оформление содержит отсылки к лунной ночи; основными цветами в отделке станции являются белый и серый. В облицовке использованы металлокерамические панели: рубиново-красного цвета для путевых стен, жемчужно-серого и белого цветов — для колонн.

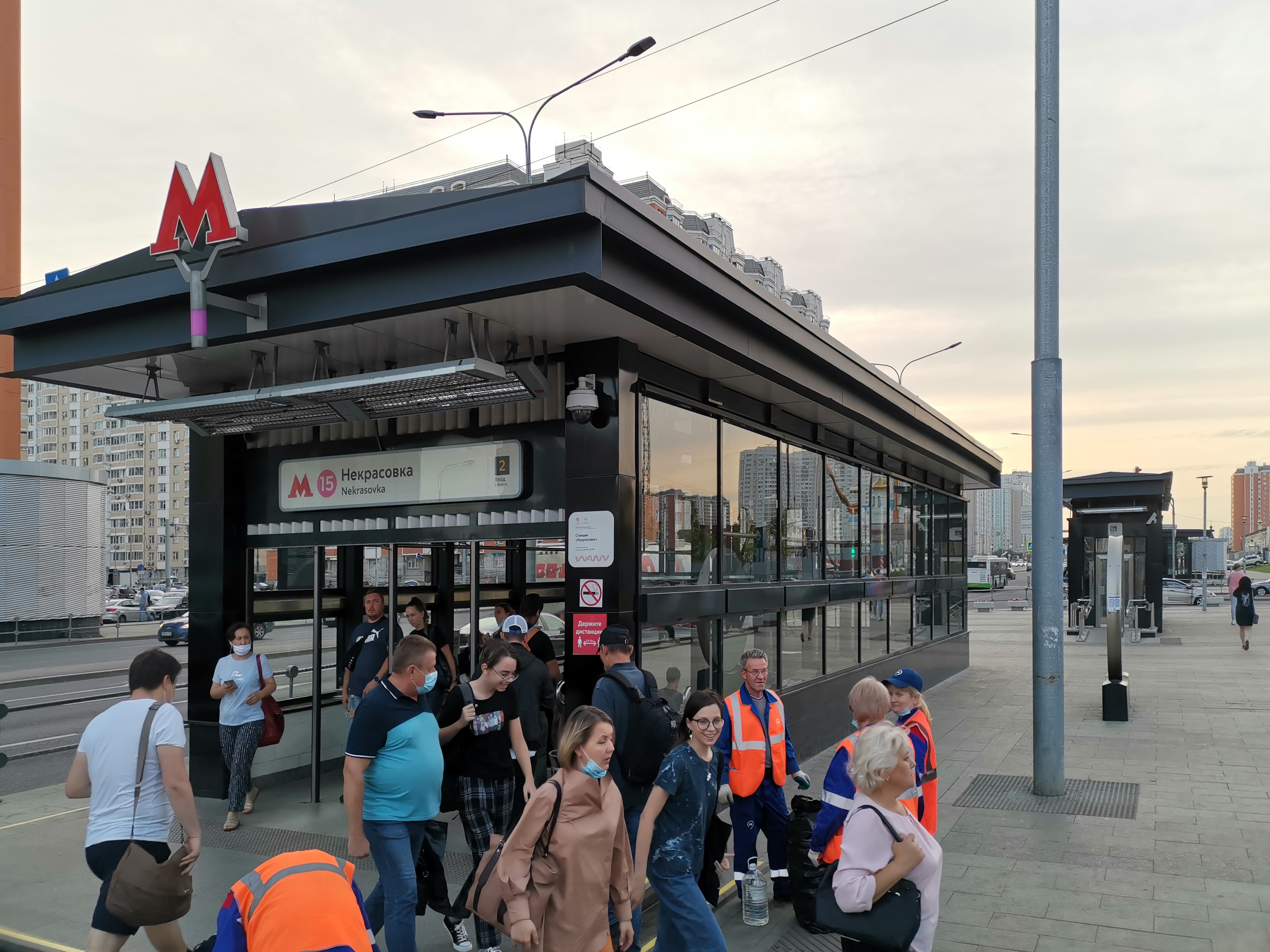
Уличный павильон
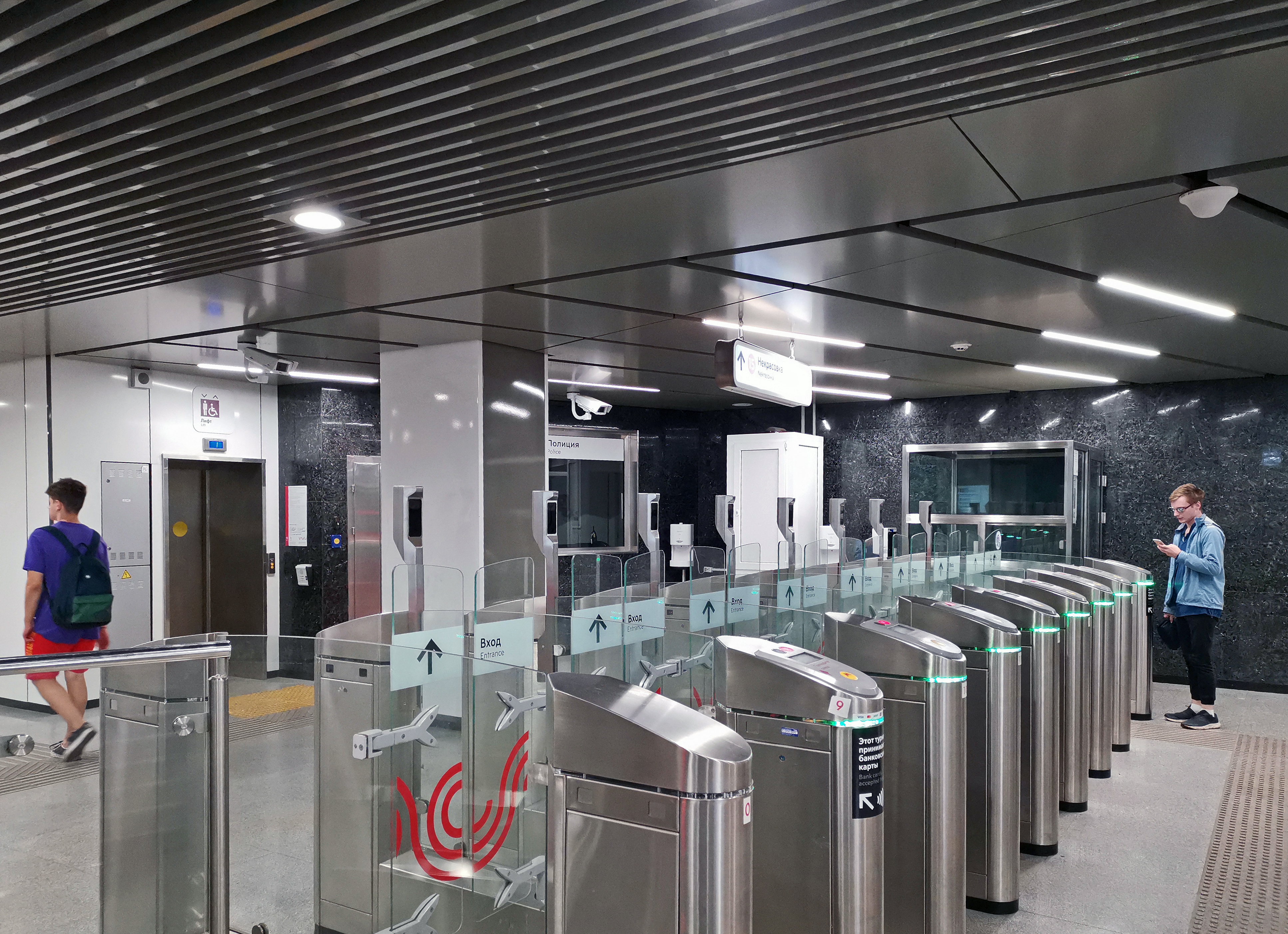
Турникеты
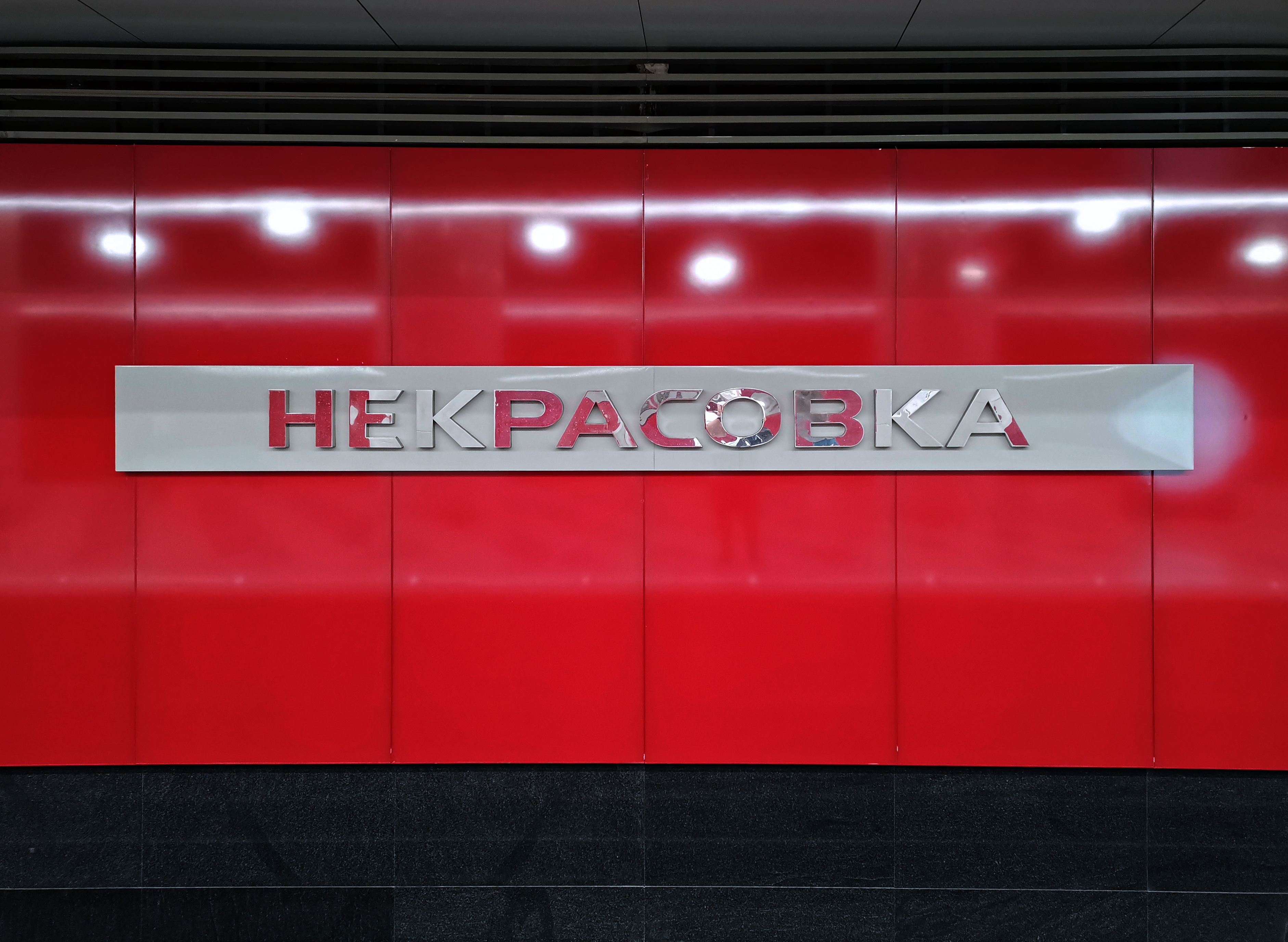
Название станции на путевой стене
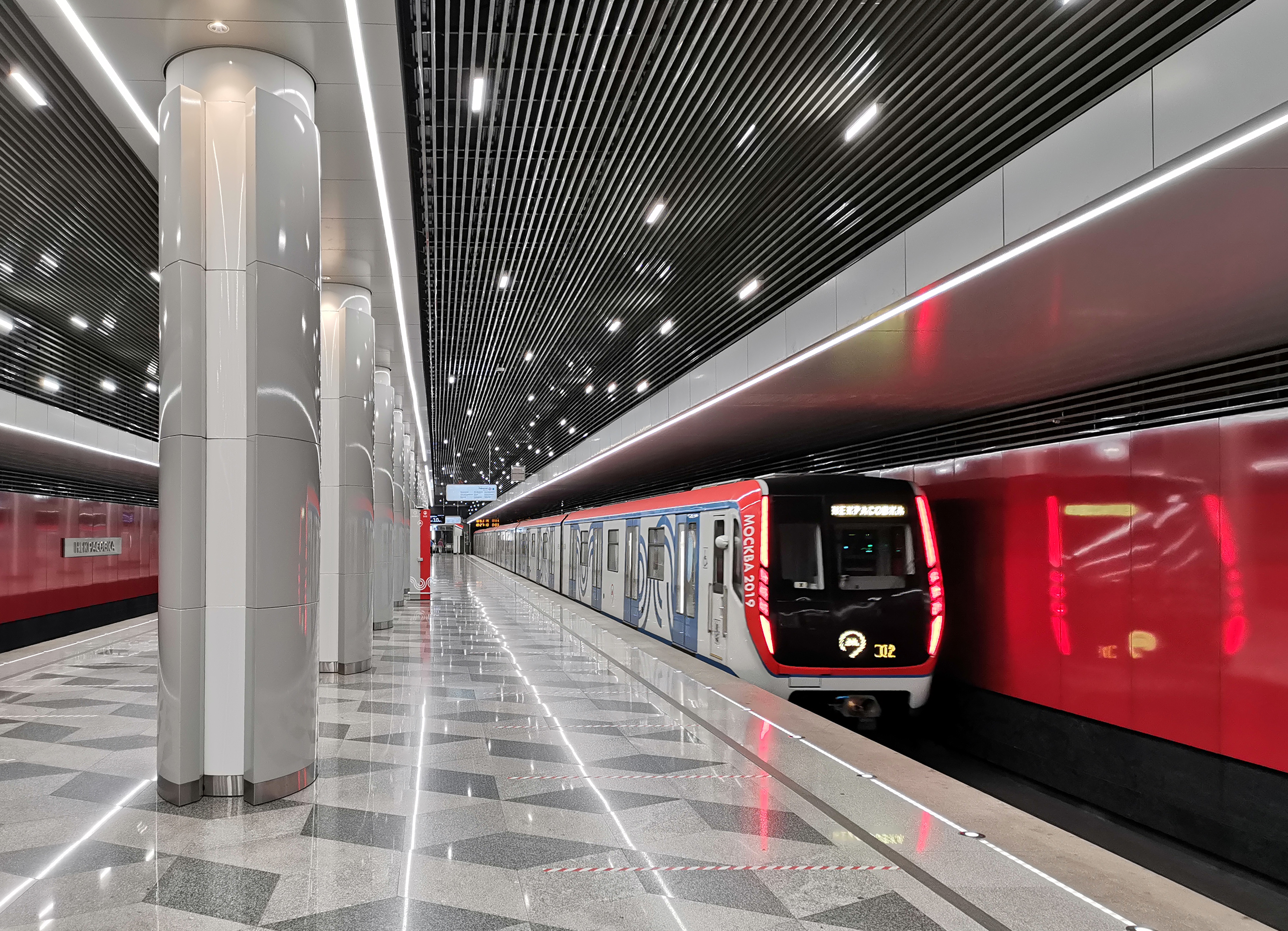
Платформа

## Наземный общественный транспорт

### Городской
На этой станции можно пересесть на следующие маршруты городского пассажирского транспорта:
- Автобусы: 722, 739, 784, 788, 849, 849р, 855, 885, 893

### Областной
- Автобусы: 31, 31п, 1225, 1232

## Путевое развитие
За станцией расположены шестистрелочные оборотные тупики с двумя пунктами технического обслуживания составов.